# La Danseuse des dieux
Pour les articles homonymes, voir Aloha (homonymie).
Pour plus de détails, voir Fiche technique et Distribution.
La Danseuse des dieux (Aloha) est un film américain réalisé par Albert S. Rogell, sorti en 1931.

## Synopsis
Dans les mers du Sud, Ilanu, une demi-caste, ne veut pas épouser Kahea, un homme de sa tribu, mais plutôt l'Américain Jimmy Bradford, qui est sur l'île depuis près d'un an et supervise les plantations de coprah de son père. Après avoir rejeté Kahea, Ilanu trouve Jimmy en train de regretté la vie qu'il a quittée. Quand elle découvre qu'il ne s'intéresse pas à elle, elle part en larmes. Le vieux Ben, qui se vante d'avoir jadis obtenu trois diplômes à Harvard, avertit Jimmy de ne pas s'impliquer avec une autochtone en montrant du doigt ses six enfants métis et en citant Kipling. Jimmy écrit à son amie Elaine Marvin en Amérique. 
Ce soir-là, Ilanu commence en larmes la Danse de l'Amour, une cérémonie où son grand-père, le chef, lui a ordonné de danser. Elle s'arrête bientôt cependant, arrache ses cheveux et refuse de continuer, malgré le rappel de son grand-père que sa mère n'a trouvé que des difficultés à épouser un homme blanc et a finalement été poussée dans les bras de la déesse volcanique du Feu. On dit alors à Ilanu de partir et de ne jamais retourner vers son peuple. Un bateau arrive, mais Jimmy est déçu de voir que son père ne l'a toujours pas fait revenir. Quand Ilanu entre dans le bar et qu'un marin l'attrape, Jimmy le frappe et dit à Ilanu de rentrer chez lui. Elle le suit dans sa chambre et lui dit qu'elle n'a plus de maison. Il l'embrasse presque puis la met dehors. Plein de remords, Jimmy suit Ilanu à la plage, et ils déclarent leur amour l'un pour l'autre. Ils se marient et Jimmy ramène Ilanu à San Francisco. 
Lors d'une fête en l'honneur de Jimmy, Winnie, sa sœur, fait danser Ilanu, ce que les Parker, investisseurs potentiels dans la compagnie de Bradford, trouvent vulgaire. Bradford, très contrarié, ordonne à Jimmy de renvoyer Ilanu et dit qu'il fera annuler le mariage, mais Jimmy reste ferme et part avec Ilanu pour les îles. Jimmy et Ilanu vivent dans la pauvreté. Quand Kahea rend visite à Ilanu pour lui dire que son grand-père lui a pardonné et lui a légué des perles, Jimmy les voit ensemble et pense à tort qu'ils sont amants. Elaine rend visite à Jimmy pour lui annoncer que son père est gravement malade. Jimmy rentre chez lui et laisse son père mourant penser qu'il a quitté Ilanu. Jimmy reprend l'entreprise familiale, mais après trois ans, Ilanu et Winnie, qui vit avec eux, se battent après que Winnie a congédié la gouvernante qu'Ilanu avait engagée pour s'occuper d'elle et de son enfant, Junior. Pour calmer les choses, Jimmy les ramène toutes aux îles en croisière de vacances. Winnie soûle Ilanu et Junior, en essayant de réveiller sa mère, tombe dans l'océan et est sauvé par Elaine. Dérangé par l'incident, Jimmy ordonne à Ilanu de se tenir à l'écart de Junior. Ilanu entend alors des invités dire qu'elle va ruiner la vie de Junior, et quand le yacht approche de l'île, elle voit le volcan bouillonnant et pleure. Elle embrasse Junior à travers la vitre qui les sépare, puis rame jusqu'au volcan. Jimmy, qui a été persuadé par Elaine de s'excuser auprès d'Ilanu, la voit dans le bateau et entend Kahea chanter Aloha Oe. Kahea explique que la chanson signifie adieu et dit à Jimmy qu'Ilanu va rejoindre sa mère. Jimmy poursuit Ilanu en bateau à moteur, mais elle saute dans le volcan avant qu'il puisse l'atteindre. Elaine tient Junior dans ses bras et pleure, tandis que Jimmy se tient sur la plage.

## Fiche technique
- Titre original : Aloha
- Titre français : La Danseuse des dieux
- Réalisation : Albert S. Rogell
- Scénario : Adele Buffington, Leslie Mason
- Photographie : Charles J. Stumar
- Montage : Richard Cahoon
- Société de production : Rogell Productions
- Société de distribution : Tiffany Productions
- Pays de production :  États-Unis
- Langue originale : anglais
- Format : Noir et blanc  — 35 mm — 1,20:1 — son mono
- Genre : drame
- Durée : 90 minutes
- Dates de sortie : 
  - États-Unis : 27 avril 1931
  - France : 22 février 1935

## Distribution
- Ben Lyon : Jimmy Bradford
- Raquel Torres : Ilanu
- Robert Edeson : James Bradford, Sr.
- Alan Hale : Stevens
- Thelma Todd : Winifred "Winnie" Bradford
- Ena Gregory : Elaine Marvin
- Otis Harlan : "Old Ben"
- T. Roy Barnes : Johnny Marvin
- Robert Ellis : Larry Leavitt
- Ernest Gillen Kahea

## Autour du film
- Ce film est un remake de Aloha Oe de J. G. Hawks et Thomas H. Ince, sorti en 1915.